# Shelby Lynne
Pour les articles homonymes, voir Lynne.
Shelby Lynne (née Shelby Lynn Moorer, le 22 octobre 1968, à Quantico, en Virginie) est une chanteuse et compositrice américaine. Le succès de son album I Am Shelby Lynne l'a conduite à remporter le Grammy Award de la meilleure révélation féminine en 1999.

## Biographie

### Son enfance
Shelby Lynne a grandi dans la petite ville de Frankville, en Alabama, près de Chatom, où elle a étudié à la Washington County High School. La musique a une grande place dans sa famille. Son père, qui travaille comme professeur d'anglais et agent de correction pour mineurs, jouait de la guitare, tandis que sa mère était chanteuse. Son père est alcoolique et, en août 1986, alors que Lynne n'a que 17 ans, il tue sa femme, avant de retourner l'arme contre lui. Elle et sa jeune sœur Allison Moorer déménageront chez de proches parents.

### Début de sa carrière
Lynne est apparue dans l'émission musicale de la TNN, Nashville Now, en 1987. Elle ne tarda pas à décrocher un contrat d'enregistrement avec Epic Records. Son premier enregistrement pour Epic fut un duo avec George Jones, If I Could Bouteille Ce Up, qui est devenu un hit du top-50 en 1988. Epic fit travailler Lynne avec le producteur Billy Sherrill pour son premier album Sunrise sorti en 1989. Les albums suivants Tough All Over et Soft Talk (respectivement 1990 et 1991) se rapprochèrent d'un style country pop.
Lynne a classé plusieurs chansons dans les charts country pendant cette période, mais aucune ne réussit à percer le top 20. Les critiques en général, la considère comme une révélation de la chanson et elle remporte l'Academy of Country Music de la révélation féminine en 1990.
Toutefois, elle se sépare d'Epic et signe avec le label Morgan Creek. De cette collaboration sortira en 1993 l'album Temptation. Elle changera à nouveau de label en signant chez Magnatone pour Restless (1995) qui a marqué un retour à un style country contemporaine.

### Le succès
Lynne s'installe à Palm Springs, en Californie en 1998. Pour son album suivant, elle travaille avec le producteur et compositeur Bill Bottrell. L'album I Am Shelby Lynne sort en 1999. A la 43e cérémonie des Grammy Awards, qui s'est tenue le 21 février 2001, elle a remporté le prix du meilleur révélation.
Son album suivant Love, Shelby sorti en 2001 a été produit par Glen Ballard reçoit des critiques mitigées. Une des chansons, Killin 'Kind sera utilisée sur la bande originale du film Le Journal de Bridget Jones.
Identity Crisis a été auto-produit, enregistré en grande partie dans son home studio avec quelques musiciens. L'album est finalement produit chez Capitol Records  et est sorti en septembre 2003. L'album suivant, Suit Yourself sort en 2005 mais ne produira pas de grand succès commerciaux malgré les bonnes critiques.
Son album Just A Little Lovin, sorti au début de 2008 chez Lost Highway Records, rend hommage à la chanteuse britannique Dusty Springfield. Le producteur Phil Ramone, qui avait travaillé avec Dusty Springfield sur The Look of Love. Just A Little Lovin devient le meilleur album de la carrière de Lynne, atteignant le numéro 41 du Billboard 200.
À la suite d'un différend avec Lost Highway, Lynne commence son propre label, appelé Records Everso. Sa première création sera l'album Tears, Lies and Alibis (2010).

## Discographie

### Studio albums
| 1989                                         | Sunrise - Date de sortie : 1989 - Label : Epic Records                                 | 61 | —   | —  | —  | —  | —   |
| 1990                                         | Tough All Over - Date de sortie : 1990 - Label : Epic Records                          | 31 | —   | —  | —  | —  | —   |
| 1991                                         | Soft Talk - Date de sortie : 1991 - Label : Epic Records                               | 55 | —   | —  | —  | —  | —   |
| 1993                                         | Temptation - Date de sortie : July 6, 1993 - Label : Mercury/Morgan Creek              | 55 | —   | 21 | —  | —  | —   |
| 1995                                         | Restless - Date de sortie : 18 juillet 1995 - Label : Magnatone Records                | 72 | —   | —  | —  | —  | —   |
| 1999                                         | I Am Shelby Lynne - Date de sortie : 10 avril 1999 - Label : Mercury/Island Records    | —  | 165 | 18 | —  | —  | 94  |
| 2001                                         | Love, Shelby - Date de sortie : 13 novembre 2001 - Label : Island Records              | —  | 109 | 1  | —  | —  | 128 |
| 2003                                         | Identity Crisis - Date de sortie : 16 septembre 2003 - Label : Capitol Records         | —  | 160 | 5  | —  | —  | —   |
| 2005                                         | Suit Yourself - Date de sortie : 24 mai 2005 - Label : Capitol Records                 | —  | —   | 11 | —  | —  | —   |
| 2008                                         | Just a Little Lovin' - Date de sortie : 29 janvier 2008 - Label : Lost Highway Records | —  | 41  | —  | —  | 58 | 129 |
| 2010                                         | Tears, Lies and Alibis - Date de sortie : 20 avril 2010 - Label : Everso Records       | —  | —   | —  | 16 | —  | —   |
| "—" signifie que l'album ne s'est pas classé |                                                                                        |    |     |    |    |    |     |

### Compilations
| Année | Détails                                                                                                |
| ----- | --- |
| 2000  | This Is Shelby Lynne: The Best of the Epic Years - Date de sortie : 8 août 2000 - Label : Epic Records |
| 2000  | Epic Recordings - Date de sortie : 2000 - Label : Epic Records                                         |
| 2006  | The Definitive Collection - Date de sortie : 29 août 2006 - Label : Mercury Records                    |

### Singles
| Année                                         | Single                                          | Meilleures positions | Meilleures positions | Meilleures positions | Meilleures positions | Meilleures positions | Meilleures positions | Album                |
| Année                                         | Single                                          | US Country           | US AC                | US Adult             | CAN Country          | CAN AC               | UK                   | Album                |
| --------------------------------------------- | ----------------------------------------------- | -------------------- | -------------------- | -------------------- | -------------------- | -------------------- | -------------------- | -------------------- |
| 1989                                          | "Under Your Spell Again"                        | 93                   | —                    | —                    | —                    | —                    | —                    | Chanson hors album   |
| 1989                                          | "Hurtin' Side"                                  | 38                   | —                    | —                    | —                    | —                    | —                    | Sunrise              |
| 1989                                          | "Little Bits and Pieces"                        | 62                   | —                    | —                    | 85                   | —                    | —                    | Sunrise              |
| 1990                                          | "I'll Lie Myself to Sleep"                      | 26                   | —                    | —                    | 37                   | —                    | —                    | Tough All Over       |
| 1990                                          | "Things Are Tough All Over"                     | 23                   | —                    | —                    | 19                   | —                    | —                    | Tough All Over       |
| 1991                                          | "What About the Love We Made"                   | 45                   | —                    | —                    | 86                   | —                    | —                    | Tough All Over       |
| 1991                                          | "The Very First Lasting Love" (avec Les Taylor) | 50                   | —                    | —                    | 41                   | —                    | —                    | Soft Talk            |
| 1991                                          | "Don't Cross Your Heart"                        | 54                   | —                    | —                    | 95                   | —                    | —                    | Soft Talk            |
| 1993                                          | "Feelin' Kind of Lonely Tonight"                | 69                   | —                    | —                    | —                    | —                    | —                    | Temptation           |
| 1993                                          | "Tell Me I'm Crazy"                             | —                    | —                    | —                    | —                    | —                    | —                    | Temptation           |
| 1995                                          | "Slow Me Down"                                  | 59                   | —                    | —                    | —                    | —                    | —                    | Restless             |
| 1995                                          | "I'm Not the One"                               | —                    | —                    | —                    | —                    | —                    | —                    | Restless             |
| 1996                                          | "Another Chance at Love"                        | —                    | —                    | —                    | —                    | —                    | —                    | Restless             |
| 2000                                          | "Leavin'"                                       | —                    | —                    | —                    | —                    | 71                   | 73                   | I Am Shelby Lynne    |
| 2000                                          | "Gotta Get Back"                                | —                    | 26                   | —                    | —                    | —                    | —                    | I Am Shelby Lynne    |
| 2001                                          | "Killin' Kind"                                  | —                    | —                    | 30                   | —                    | —                    | —                    | Love, Shelby         |
| 2002                                          | "Wall in Your Heart"                            | —                    | 22                   | —                    | —                    | —                    | —                    | Love, Shelby         |
| 2003                                          | "Telephone"                                     | —                    | —                    | —                    | —                    | —                    | —                    | Identity Crisis      |
| 2003                                          | "Lonesome"                                      | —                    | —                    | —                    | —                    | —                    | —                    | Identity Crisis      |
| 2005                                          | "I Won't Die Alone"                             | —                    | —                    | —                    | —                    | —                    | —                    | Suit Yourself        |
| 2005                                          | "Go with It"                                    | —                    | —                    | —                    | —                    | —                    | —                    | Suit Yourself        |
| 2007                                          | "Anyone Who Had a Heart"                        | —                    | —                    | —                    | —                    | —                    | —                    | Just a Little Lovin' |
| "—" signifie que le titre ne s'est pas classé |                                                 |                      |                      |                      |                      |                      |                      |                      |

### Singles collaboratifs
| 1988                                          | "If I Could Bottle This Up" | George Jones   | 43 | Friends in High Places  |
| 1990                                          | "Tomorrow's World"          | Multiple       | 74 | Chanson hors album      |
| 2003                                          | "Going Down"                | Allison Moorer | —  | Show                    |
| 2004                                          | "Run Away"                  | Live           | —  | Awake: The Best of Live |
| "—" signifie que le titre ne s'est pas classé |                             |                |    |                         |